# Udo Klenner
Udo Klenner (* 19. August 1957 in Hoyerswerda) ist ein deutscher Maler, Regisseur, Kostüm- und Bühnenbildner.
Von 1974 bis 1976 absolvierte er eine Lehre der Dekorationsmalerei beim Fernsehen der DDR. Von 1980 bis 1985 studierte er an der Hochschule für Bildende Künste Dresden bei Günther Hornig in der Fachrichtung Kostüm- und Bühnenbildner. Ab 1990 Lehrtätigkeit an der Kunsthochschule Berlin-Weißensee. Udo Klenner ist in der Deutsche Bank Art Collection vertreten. Seit 1984 arbeitet Klenner als Bühnen- und Kostümbildner für Oper, Musical, Ballett und Schauspiel. Von 1985 bis 1989 war er an den Städtischen Bühnen Erfurt engagiert. Seit 1990 ist Klenner freiberuflich tätig. Er arbeitet vor allem an Stadttheatern in den Neuen Bundesländern, so unter anderem auch in Bautzen, Magdeburg, Zwickau und Anklam. Hinzu kommen eigene Regiearbeiten an verschiedenen Off-Theatern, vor allem in Berlin. 
Klenner lebt und arbeitet in Berlin.

## Ausstellungen
Einzelausstellungen
- Erfurt, Rathausgalerie Erfurt, Reihung und Verschiebung, 2009
- Leipzig, Kairos – ein Augenblick, Galerie ARTAe, 2006
- Wismar, Galerie Hinter dem Rathaus, 2005
- Berlin, Galerie im SKZ art-verwandte 1998
- Pepelow, Galerie Landart, 1995
- Berlin-Friedrichshain, Galerie Kunstverleih, 1994
- Berlin-Mitte, Treuhand-Anstalt am Alexanderplatz, 1993
- Carcassonne, Espace Gambetta/centre d’art, 1992
- Berlin, Galerie studio bildende kunst, 1991
- Nürnberg, Galerie Hemdendienst, 1990

Ausstellungsbeteiligungen
- Halle, Villa Kobe Mutterboden, 2010
- Paris, Galerie Kiron;POP OUT Copenhagen; Dessau, Meisterhaus Kandinsky Tangenten; Galerie ARTAe Wintermärchen, 2009
- Leipzig, Sonomi Kobayashi und Udo Klenner, Galerie ARTAe; magistrale 08, Berlin, Potsdamer Straße; Deutscher Frühherbst,   Galerie ARTAe, Leipzig; Galerie Alte Schule Berlin-Adlershof, Galerie Parisblau, 2008
- Berlin, miejsce – der Ort, Galerie Borchert & Schelenz, 2007
- Leipzig, indian summer, Galerie ARTAe, 2007
- Aigen / Österreich; Kunstkooperative; Berlin; Galerie Borchert & Schelenz; Berlin, Galerie Schillerpalais Werkschau Neukölln
- Berlin, Galerie 14, 2005
- Wismar, Galerie hinterm Rathaus, 2005
- Berlin, Neue Berliner Sinnlichkeit, Galerie im Körnerpark, 2003
- Paris, atelier sylvette gassan, 1999 und 2001
- Berlin, le genie de la bastille, 1999 und 2000
- Dresden, Kunstgenuss, 2000